# Studebaker Land Cruiser

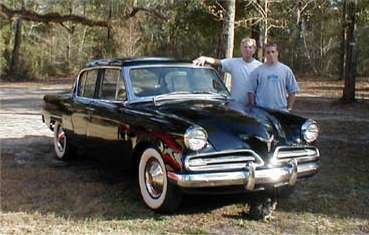
Studebaker Land Cruiser (1953)

Der Studebaker Land Cruiser war ein PKW, der von der Studebaker Corporation in South Bend (Indiana) von 1934 bis 1954 hergestellt wurde. Der Land Cruiser wurde auf der Weltausstellung in Chicago 1933 zusammen mit dem Silver Arrow, einem Produkt von Studebakers früherer Nobelmarke Pierce-Arrow, vorgestellt.

## 1934–1942
Der Land Cruiser war eine stark stromlinienförmige Limousine. Viele seiner Anbauteile teilte er mit dem Show-Car Pierce-Arrow Silver Arrow, der bei derselben Gelegenheit vorgestellt wurde. Die Arbeit an beiden Fahrzeugen wurde in Auftrag gegeben, bevor im März 1933 über die Firma der Vergleich eröffnet und Pierce-Arrow an andere Investoren verkauft wurde.
Die in Serie gefertigten Land Cruiser tauchten im Herbst 1933 als 1934er-Modelle in den Schaufenstern der Händler auf. Der Land Cruiser war eine besondere Karosserieform und gehörte zur Modellreihe President (Serie C) dieses Jahres. Sein Preis betrug 1.510 US-$ FOB.
1936 wurde diese Karosserieform als President oder Commander geliefert. Von 1937 bis 1940 wurden die Wagen als Commander Cruiser oder President Cruiser verkauft. Der Name Land Cruiser kam für die Modelljahre 1941 und 1942 wieder offiziell zurück. Neben den Land Cruiser in den Baureihen Commander und President gab es 1941 auch den besonders luxuriösen Skyway Land Cruiser, der eine leicht geschwungene, einteilige Windschutzscheibe, bis nach unten gezogene hintere Kotflügel und verschiedene luxuriöse Ausstattungsdetails und Stoffe besaß.

## 1947–1954
Als es 1947 wieder einen Land Cruiser gab, besaß er den längsten Radstand aller Studebaker, Türen mit Mittelpfosten und einen Reihensechszylinder; 1951 kam der bekannte V8-"Small Block"-Motor der Firma zum Einsatz.
Der Name Land Cruiser verschwand zum Ende des Modelljahres 1954. Die am besten ausgestatteten Studebaker der Jahre 1955–1958 hießen Studebaker President, einen Namen der von den entsprechenden Vorkriegsmodellen stammte. Nach vier Jahren wurde der President allerdings zu Gunsten des kompakten Studebaker Lark eingestellt.